# Валтон, Арво
Арво Ва́лтон (псевдоним; настоящая фамилия Валликиви Vallikivi, 14 декабря 1935[…], Мярьямаа, Рапламаа — 26 июля 2024, Мярьямаа, Рапламаа) — эстонский писатель, сценарист.

## Биография
Арво Валтон родился 14 декабря 1935 года в семье предпринимателя. С 1943 по 1949 год посещал основную школу в посёлке Мярьямаа (уезд Рапламаа). В 1949 году он и его родители были депортированы в Новосибирскую область. Только в 1954 году ему было разрешено вернуться в Эстонскую ССР. С 1954 по 1959 год Валтон учился в Таллинском политехническом институте на факультете химии и горного дела, и по окончании обучения получил диплом горного инженера.
С 1959 по 1961 год Валтон работал на химическом комбинате в Маарду на севере Эстонии, с 1961 по 1968 год на заводе по выпуску измерительных инструментов в Таллинне. Он также проходил заочное обучение на сценариста в Москве. В 1960 году он начал заниматься писательством. В 1965 году вступил в Союз писателей Эстонской ССР, в котором с 1989 по 1992 год работал заместителем председателя.
С 1968 по 1975 год Валтон занимался творчеством и некоторое время жил в Сууре-Яани на юге Эстонии. Впоследствии работал в киностудии «Таллинфильм».
В 1980 году подписал «Письмо сорока».
В 1992 году, вскоре после восстановления независимости Эстонии, Валтон был избран депутатом в парламент Эстонии (Рийгикогу). В 1995 году он сложил с себя депутатские полномочия.
Умер 26 июля 2024 года в возрасте 88 лет.

## Творчество
Арво Валтон написал множество рассказов и романов. Он также писал литературную критику, стихи, афоризмы, истории, путешествия и пьесы. Он также написал сценарий эстонского культового фильма «Последняя реликвия» (1969) и другие сценарии. С 1980-х годов Валтон выступает за сохранение окружающей среды, за независимость Эстонии и соблюдение прав финно-угорских народов в России.
Лауреат Литературной премии Эстонской ССР имени Юхана Смуула и Литературной премии Яана Кросса (2017).

## Произведения (выборочно)
- «Восемь японок» («Kaheksa jaapanlannat», 1968)
- «Вестник» («Sõnumitooja», 1972)
- «Двери скрипят по ночам» («Uksed kriuksuvad öösiti», 1977)
- «Пути сходятся в вечности» («Tee lõpmatuse teise otsa», 1978)
- «Мустамяэская любовь» («Mustamäe armastus», 1978)
- «По стране оболов» («Retk ooboluste riiki», 1978)
- «Принцесса времени» («Ajaprintsess», 1981)

## Награды
- Крест «За заслуги» (2020, Министерство иностранных дел Эстонии)[5]
- Кавалер ордена искусств и литературы (2005, Франция)[6]
- Национальная премия Эстонии в области культуры (2024)[7]

## Экранизации
По его произведениям были сняты мультфильмы "Наедине с природой", "Бочка", "Поцелуй", "Разрешите пройти".